# Кошкаров, Григорий Никифорович
Григо́рий Никифорович Кошка́ров, в Указе о награждении — Кошкарев Георгий (1924-1943) — лейтенант Рабоче-крестьянской Красной Армии, участник Великой Отечественной войны, Герой Советского Союза (1944).

## Биография
Григорий Кошкаров родился 15 февраля 1924 года в деревне Сергеевка (ныне — Уватский район Тюменской области). С 1925 года жил в Тобольске, окончил девять классов школы. В 1941 году Кошкаров добровольно пошёл на службу в Рабоче-крестьянскую Красную Армию. В 1942 году он окончил Томское артиллерийское училище. С того же года — на фронтах Великой Отечественной войны. Участвовал в Сталинградской битве. К июлю 1943 года лейтенант Григорий Кошкаров командовал огневым взводом батареи противотанковых орудий 15-й мотострелковой бригады 16-го танкового корпуса 2-й танковой армии Центрального фронта. Отличился во время Курской битвы.
7 июля 1943 года Кошкаров участвовал в отражении немецких танковых контратак к западу от Понырей. Когда командир батареи выбыл из строя, Кошкаров заменил его собой, организовав оборону. Три последующих дня батарея успешно отражала по 5-6 ожесточённых немецких танковых контратак ежедневно, уничтожив большое количество боевой техники противника.
Строки из характеристики командования :

«За 8, 9 и 10 июля его батарея из трёх орудий сожгла и подбила 20 танков. В течение этих дней на участке по фронту 2,5-3 км противник бросал в атаку целые лавины танков, количество которых доходило до 150. Пять-шесть раз ходил в атаку противник под прикрытием авиации (до ста самолётов), но атаки отбивались. Мужественно, героически действовала батарея под руководством Кошкарова…» 
11 июля 1943 года Кошкаров погиб в бою. Похоронен в селе Ольховатка Поныровского района Курской области.
Указом Президиума Верховного Совета СССР «О присвоении звания Героя Советского Союза генералам, офицерскому, сержантскому и рядовому составу Красной Армии» от 15 января 1944 года за «образцовое выполнение боевых заданий командования на фронте борьбы с немецкими захватчиками и проявленными при этом отвагу и геройство» лейтенант Григорий Кошкаров посмертно был удостоен высокого звания Героя Советского Союза. Также посмертно был награждён орденом Ленина.
Памятник Кошкарову установлен в селе Уват.